# Brekinja
Brekinja (szerbül: Брекиња), falu Bosznia-Hercegovinában, Bosanska krajina területén, Kozarska Dubica községben, a Szerb Köztársaságban. Nevét a berkenyéről kapta, mely egykor elterjedt volt ezen a vidéken.

## Fekvése
Bosznia-Hercegovina északi részén, Banja Lukától légvonalban 52, közúton 86 km-re északnyugatra, községközpontjától légvonalban 9, közúton 12 km-re délnyugatra, 150 - 220 méteres tengerszint feletti magasságban, a Potkozarje dombjai között, a Knežica-pataktól nyugatra levő dombvidéken fekszik. Több, kis településből áll. A falu központja egy dombon emelkedik a környező táj főlé, ahol a templomot nemrég restaurálták, és amelynek közelében az iskola és a park is található.

## Népessége
| Nemzetiségi csoport | Népesség 1991 | Népesség 2013 |
| ------------------- | ------------- | ------------- |
| Szerb               | 308           | 225           |
| Bosnyák             | 0             | 0             |
| Horvát              | 1             | 6             |
| Jugoszláv           | 4             | 0             |
| Egyéb               | 3             | 0             |
| Összesen            | 316           | 231           |

## Története
Andrija Zirdum kutatási szerint a települének már a középkorban állt Szűz Mária tiszteletére szentelt temploma. A középkori település végét valószínűleg a közeli Dubica várának eleste jelentette. A település 1878-ig tartozott az Oszmán Birodalomhoz, ekkor a berlini kongresszus határozata alapján az Osztrák-Magyar Monarchia része lett. 1879-ben az első osztrák-magyar népszámlálás során a Kostajnicai járáshoz tartozó Čelebinci község részeként a falunak 28 háztartása és 196 ortodox szerb lakosa volt. 1910-ben a Bosanska Dubica-i járásban fekvő településen 54 háztartást és 420 ortodox szerb lakost találtak.A monarchia szétesésével 1918-ben előbb a Szerb-Horvát-Szlovén Királyság, majd 1929-től a Jugoszláv Királyság része. 1921-ben a községnek 63 háztartása és 442 lakosa volt. Jugoszlávia megszállása után a falu a Független Horvát Állam (NDH) része lett. 1942-ben súlyos harcok folytak itt egyrészről az usztasa és német, másrészt a partizán alakulatok között. A falunak volt egy temploma is, amelyet a második világháborúban leromboltak, de mára újjáépítették. 1941 decemberében és 1942 elején az itteni iskolában tartották meg az első ifjúsági katonai-politikai tanfolyamot. 1945-től a település a szocialista Jugoszlávia része volt. A Bosznia-Hercegovinában zajló polgárháború idején a település a Boszniai Szerb Köztársaság része volt. Jugoszlávia felbomlása és a bosznia-hercegovinai háború során a falu nem szenvedett jelentősebb veszteségeket. 1995. szeptember 18-án és 19-én az Una horvát hadművelet keretében Kozarska Dubica község területét megtámadta a Horvát Köztársaság hadserege (HV). Ezt a támadást a Boszniai Szerb Köztársaság hadserege (VRS) és a helyi lakosság visszaverte. A harcok nem értek el idáig. A daytoni békeszerződést követő területfelosztásnál a település, Kozarska Dubica község részeként a Szerb Köztársaság területéhez került.

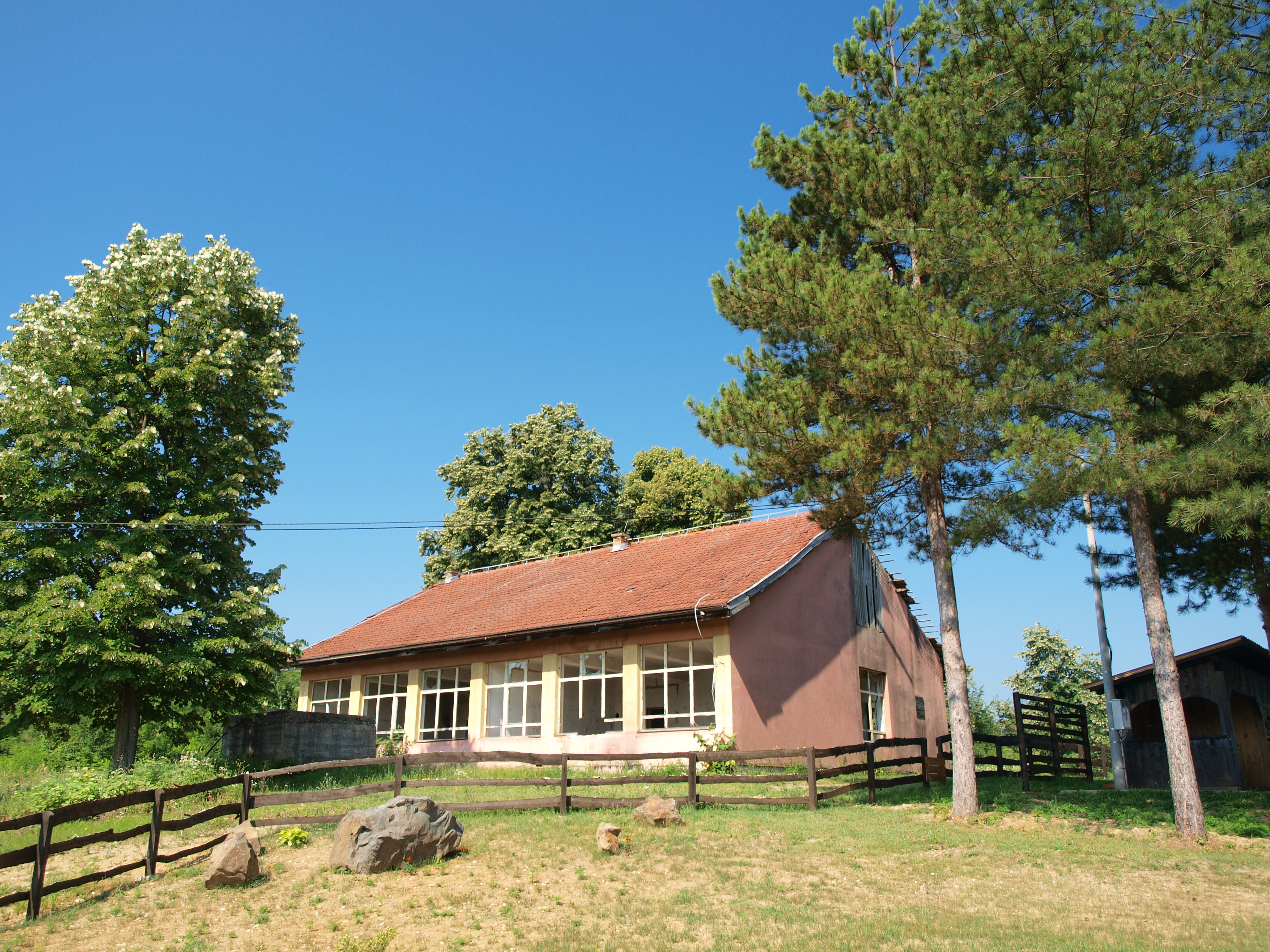
A „Kluz-Čajevec” Általános Iskola épülete

## Oktatás
- A „Kluz-Čajevec” Általános Iskola épülete ma már üresen áll.

## Nevezetességei
- A Legszentebb Istenanya Mennybevételének tiszteletére szentelt ortodox temploma.